# Hayley Kiyoko
Hayley Kiyoko (Los Angeles, 3 april 1991) is een Amerikaans zangeres en actrice. Ze is bekend door haar rol als Velma Dinkley in Scooby-Doo! The Mystery Begins en Scooby-Doo! Curse of the Lake Monster en haar rol als Stella Yamada in Lemonade Mouth. In de muziek brak ze door met het lied Girls Like Girls van het album This Side of Paradise.

## Leven en carrière
Kiyoko is de dochter van de Amerikaanse acteur Jamie Alcroft en de Canadees-Japanse choreograaf Sarah Kawahara. Ze begon op jonge leeftijd met acteren in reclamespotjes. Ze werd bekend als Velma Dinkley in de laatste twee Scooby-Doo-films en speelde in 2011 de rol van Stella Yamada in de Disney-serie Lemonade Mouth. In de muziek brak ze door met het lied Girls Like Girls. Kiyoko bracht dit nummer uit omdat ze erg onzeker was over haar seksualiteit en ze over deze onzekerheid heen wou komen. Inmiddels is ze erg zelfverzekerd en helpt ze veel tieners die moeite hebben met dezelfde worstelingen.

## Filmografie
| Jaar | Film                                  | Rol           |
| ---- | ------------------------------------- | ------------- |
| 2009 | Scooby-Doo! The Mystery Begins        | Velma Dinkley |
| 2010 | Scooby-Doo! Curse of the Lake Monster | Velma Dinkley |
| 2011 | Lemonade Mouth                        | Stella Yamada |
| 2012 | Blue Lagoon: The Awakening            | Helen         |

## Televisie
| Jaar | Serie                    | Rol                   |
| ---- | ------------------------ | --------------------- |
| 2007 | Unfabulous               | biedend meisje S03E04 |
| 2007 | Unfabulous               | dansend meisje S03E02 |
| 2010 | Wizards of Waverly Place | Stevie Nichols        |
| 2011 | Zeke & Luther            | Suzi Vandelintzer     |
| 2011 | So Random!               | zichzelf              |
| 2015 | CSI: Cyber               | Raven Ramirez         |

## Muziekcarrière
Naast haar acteerwerk in televisieseries en films heeft Hayley ook twee ep's, een album en verschillende singles uitgebracht. Haar debuut-ep heet A Belle to Remember en verscheen in 2013. Haar tweede ep draagt de titel Citrine en verscheen in september 2016. Haar derde ep, uit 2015, heet This Side of Paradise.
In maart 2018 bracht ze haar debuut-album Expectations uit.
- Biblioteca Nacional de España: XX5640875
- Bibliothèque nationale de France: cb16205090b (data)
- Gemeinsame Normdatei: 1155622162
- International Standard Name Identifier: 0000 0001 1456 2811
- Library of Congress Control Number: no2010094634
- MusicBrainz: 3abc7470-3d67-4272-a24c-439f411b42eb
- Nationale Bibliotheek van Tsjechië: xx0316435
- Système universitaire de documentation: 160173116
- Virtual International Authority File: 120772315